# Amt Barnim-Oderbruch
Das Amt Barnim-Oderbruch, vorher Amt Wriezen-Land, ist ein 1992 im Land Brandenburg gebildetes Amt im Landkreis Märkisch-Oderland, in dem ursprünglich 21 Gemeinden in den damaligen Kreisen Bad Freienwalde, Seelow und Strausberg zu einem Verwaltungsverbund zusammengefasst waren. Durch Umgliederungen, Eingliederungen und Gemeindezusammenschlüsse hat sich die Zahl der amtsangehörigen Gemeinden auf sechs verringert.

## Geographische Lage
Das Amt Barnim-Oderbruch liegt halbkreisförmig um die Stadt Wriezen im Westen des Landkreises Märkisch-Oderland. Es grenzt im Westen an den Landkreis Barnim, im Norden an die Stadt Wriezen und das Amt Falkenberg-Höhe, im Osten an die Gemeinde Letschin, im Süden an die Ämter Seelow-Land und Märkische Schweiz sowie im Südwesten an die Stadt Altlandsberg.

## Gemeinden und Ortsteile
Das Amt Barnim-Oderbruch gliedert sich wie folgt:
- Bliesdorf mit den Ortsteilen Bliesdorf, Kunersdorf, Metzdorf und Vevais
- Neulewin mit den Ortsteilen Neulewin, Neulietzegöricke und Güstebieser Loose
- Neutrebbin mit den Ortsteilen Altbarnim, Alttrebbin und Neutrebbin
- Oderaue mit den Ortsteilen Altreetz, Mädewitz, Neuküstrinchen, Neureetz, Neurüdnitz, Wustrow (Altwustrow und Neuwustrow) und Zäckericker Loose
- Prötzel mit den Ortsteilen Harnekop, Prädikow, Prötzel und Sternebeck
- Reichenow-Möglin mit den Ortsteilen Möglin und Reichenow

## Geschichte
Das Amt Wriezen-Land wurde mit Wirkung zum 19. Juni 1992 gebildet. Sitz der Amtsverwaltung war die Stadt Wriezen. Das Amt umfasste folgende Gemeinden in den damaligen Kreisen Bad Freienwalde, Seelow und Strausberg:
1. Altreetz
2. Alttrebbin
3. Bliesdorf
4. Frankenfelde
5. Güstebieser Loose
6. Haselberg
7. Kunersdorf
8. Mädewitz
9. Möglin
10. Neuküstrinchen
11. Neulewin
12. Neulietzegöricke
13. Neureetz
14. Neurüdnitz
15. Neutrebbin
16. Prötzel
17. Reichenow
18. Harnekop/Sternebeck (recte Sternebeck/Harnekop)
19. Wuschewier
20. Wustrow
21. Zäckericker Loose

Das Amt wurde am 1. Oktober 1994 in Amt Barnim-Oderbruch umbenannt. Zum 1. Januar 1995 schlossen sich die Gemeinden Neutrebbin und Wuschewier zur neuen Gemeinde Neutrebbin zusammen. Zum 31. Dezember 1997 schloss sich Lüdersdorf/Biesdorf (Amt Wriezen) mit den Gemeinden Haselberg und Frankenfelde (Amt Barnim-Oderbruch) zur neuen Gemeinde Wriezener Höhe zusammen. Ebenfalls zum 31. Dezember 1997 fusionierten Sternebeck/Harnekop und Prötzel zur neuen Gemeinde Prötzel. Die Gemeinden Altreetz, Mädewitz und Wustrow bildeten zum 31. Dezember 1997 die neue Gemeinde Altreetz. Die Gemeinden Reichenow und Möglin bildeten ebenfalls zum 31. Dezember 1997 die neue Gemeinde Reichenow-Möglin. Die Gemeinden Bliesdorf und Kunersdorf-Metzdorf fusionierten ebenfalls zu diesem Datum zur neuen Gemeinde Bliesdorf-Kunersdorf-Metzdorf. Der Name wurde zum 1. Mai 1998 in Bliesdorf geändert.
Außerdem bildeten die Gemeinden Altbarnim (Amt Letschin) und Neutrebbin und Alttrebbin (Amt Barnim-Oderbruch) zum 31. Dezember 1997 die neue Gemeinde Neutrebbin. Die neue Gemeinde wurde dem Amt Barnim-Oderbruch zugeordnet. Im Zuge der Gemeindereform in Brandenburg 2003 schlossen sich Neulewin und Neulietzegöricke zum 26. Oktober 2003 zur neuen Gemeinde Neulewin zusammen. Die Gemeinden Neurüdnitz, Neuküstrinchen und Neureetz bildeten die neue Gemeinde Oderaue. Die Gemeinde Güstebieser Loose wurde zum selben Zeitpunkt in die neue Gemeinde Neulewin eingegliedert.
Am 26. Oktober 2003 wurde die Gemeinde Wriezener Höhe in die Stadt Wriezen eingegliedert und schied aus dem Amt aus. Ebenfalls zum 26. Oktober wurden die Gemeinden Zäckericker Loose und Altreetz in die neue Gemeinde Oderaue eingegliedert.

## Bevölkerungsentwicklung
| Jahr | Einwohner |
| ---- | --------- |
| 1992 | 7 833     |
| 1995 | 7 973     |
| 2000 | 8 883     |
| 2005 | 7 364     |
| 2010 | 6 923     |
| 2015 | 6 705     |

| Jahr | Einwohner |
| ---- | --------- |
| 2020 | 6 812     |
| 2021 | 6 857     |
| 2022 | 6 929     |
| 2023 | 6 886     |
| 2024 | 6 807     |

Gebietsstand des jeweiligen Jahres, Einwohnerzahl: Stand 31. Dezember, ab 2011 auf Basis des Zensus 2011, ab 2022 auf Basis des Zensus 2022

## Politik

### Amtsdirektor
- 1992–2008: Frank Ehling[19]
- 2008–2024: Karsten Birkholz[20]
- seit 2024: Frank Fiedler

Frank Fiedler wurde am 9. April 2024 zum neuen Amtsdirektor gewählt.

### Wappen
| Wappen des Amtes Barnim-Oderbruch | Blasonierung: „Über blauem Wellenschildfuß, darin ein linkshin schwimmender silberner Fisch, schrägrechts durch Wellenschnitt geteilt; vorn in Silber fünf grüne Balken, hinten von Rot und Silber neunmal geteilt.“ |
| Wappen des Amtes Barnim-Oderbruch | Das Wappen wurde am 16. September 1994 durch das Ministerium des Innern genehmigt. |

### Dienstsiegel
Das Dienstsiegel zeigt das Wappen des Amtes mit der Umschrift AMT BARNIM-ODERBRUCH • LANDKREIS MÄRKISCH-ODERLAND.

## Belege
1. ↑  Bevölkerungsstand im Land Brandenburg Dezember 2024 (Fortgeschriebene amtliche Einwohnerzahlen, basierend auf dem Zensus 2022) (Hilfe dazu).
2. ↑  Barnim-Oderbruch | Service Brandenburg. Abgerufen am 3. Mai 2024.
3. ↑  Bildung des Amtes Wriezen-Land. Bekanntmachung des Ministers des Innern vom 7. Mai 1992. Amtsblatt für Brandenburg - Gemeinsames Ministerialblatt für das Land Brandenburg, 3. Jahrgang, Nummer 47, 10. Juli 1992, S. 890.
4. ↑  Änderung des Namens des Amtes Wriezen-Land. Bekanntmachung des Ministers des Innern vom 13. September 1994. Amtsblatt für Brandenburg - Gemeinsames Ministerialblatt für das Land Brandenburg, 5. Jahrgang, Nummer 70, vom 5. Oktober 1994, S. 1430.
5. ↑  Zusammenschluss der Gemeinden Sietzing und Klein Neuendorf, Neutrebbin und Wuschewier, Wahlsdorf und Liepe. Bekanntmachung des Ministers des Innern vom 13. Januar 1995. Amtsblatt für Brandenburg – Gemeinsames Ministerialblatt für das Land Brandenburg, 6. Jahrgang, Nummer 9, 31. Januar 1995, S. 54.
6. ↑  Zusammenschluss der Gemeinden Haselberg, Frankenfelde (Amt Barnim-Oderbruch) sowie der Gemeinde Lüdersdorf/Biesdorf (Amt Wriezen) zu einer neuen Gemeinde Wriezener Höhe. Bekanntmachung des Ministers des Innern vom 10. November 1997. Amtsblatt für Brandenburg - Gemeinsames Ministerialblatt für das Land Brandenburg, 8. Jahrgang, Nummer 48, 3. Dezember 1997, S. 950/1.
7. ↑  Neubildung der Gemeinde Prötzel aus den bisherigen Gemeinden Sternebeck-Harnekop und Prötzel (Amt Barnim-Oderaue). Bekanntmachung des Ministers des Innern vom 27. Oktober 1997. Amtsblatt für Brandenburg Gemeinsames Ministerialblatt für das Land Brandenburg, 8. Jahrgang, Nummer 46, 19. November 1997, S. 942.
8. ↑  Zusammenschluss der Gemeinden Altreetz, Mädewitz und Wustrow zur neuen Gemeinde Altreetz. Bekanntmachung des Ministers des Innern vom 30. Oktober 1997. Amtsblatt für Brandenburg Gemeinsames Ministerialblatt für das Land Brandenburg, 8. Jahrgang, Nummer 47, 27. November 1997, S. 946.
9. ↑  Zusammenschluss der Gemeinden Reichenow und Möglin (Amt Barnim-Oderbruch) zur neuen Gemeinde Reichenow-Möglin. Bekanntmachung des Ministers des Innern vom 1. Dezember 1997. Amtsblatt für Brandenburg Gemeinsames Ministerialblatt für das Land Brandenburg, 8. Jahrgang, Nummer 51, 22. Dezember 1997, S. 1006.
10. ↑  Zusammenschluss der Gemeinden Bliesdorf und Kunersdorf/Metzdorf (Amt Barnim-Oderbruch) zu einer neuen Gemeinde Bliesdorf-Kunersdorf-Metzdorf. Bekanntmachung des Ministeriums des Innern vom 18. Dezember 1997. Amtsblatt für Brandenburg Gemeinsames Ministerialblatt für das Land Brandenburg, 9. Jahrgang, Nummer 2, 22. Januar 1998, S. 23.
11. ↑  Änderung des Namens der Gemeinde Bliesdorf-Kunersdorf-Metzdorf. Bekanntmachung des Ministeriums des Innern vom 9. April 1998. Amtsblatt für Brandenburg Gemeinsames Ministerialblatt für das Land Brandenburg, 9. Jahrgang, Nummer 17, 6. Mai 1998, S. 454.
12. ↑  Zusammenschluss der Gemeinden Neutrebbin, Alttrebbin (Amt Barnim-Oderbruch) und Altbarnim (Amt Letschin) zu einer neuen Gemeinde Neutrebbin. Bekanntmachung des Ministeriums des Innern vom 18. Dezember 1997. Amtsblatt für Brandenburg Gemeinsames Ministerialblatt für das Land Brandenburg, 9. Jahrgang, Nummer 2, 22. Januar 1998, S. 24/5.
13. ↑  Bildung einer neuen Gemeinde Neulewin. Bekanntmachung des Ministeriums des Innern vom 19. Februar 2003. Amtsblatt für Brandenburg Gemeinsames Ministerialblatt für das Land Brandenburg, 14. Jahrgang, Nummer 9, 5. März 2003, S. 276 PDF
14. ↑  Bildung einer neuen Gemeinde Oderaue. Bekanntmachung des Ministeriums des Innern vom 19. Februar 2003. Amtsblatt für Brandenburg Gemeinsames Ministerialblatt für das Land Brandenburg, 14. Jahrgang, Nummer 9, 5. März 2003, S. 276 PDF
15. 1 2 3  Fünftes Gesetz zur landesweiten Gemeindegebietsreform betreffend die Landkreise Barnim, Märkisch-Oderland, Oberhavel, Ostprignitz-Ruppin, Prignitz, Uckermark (5.GemGebRefGBbg) vom 24. März 2003 (Gesetz- und Verordnungsblatt für das Land Brandenburg, I (Gesetze), 2003, Nr. 05, S. 82), geändert durch Gesetz vom 1. Juli 2003 (Gesetz- und Verordnungsblatt für das Land Brandenburg, I (Gesetze), 2003, Nr. 10, S. 187)
16. ↑  Historisches Gemeindeverzeichnis des Landes Brandenburg 1875 bis 2005. Landkreis Märkisch-Oderland. S. 16–17
17. ↑  Bevölkerung im Land Brandenburg von 1991 bis 2017 nach Kreisfreien Städten, Landkreisen und Gemeinden, Tabelle 7
18. ↑  Amt für Statistik Berlin-Brandenburg (Hrsg.): Statistischer Bericht A I 7, A II 3, A III 3. Bevölkerungsentwicklung und Bevölkerungsstand im Land Brandenburg (jeweilige Ausgaben des Monats Dezember)
19. ↑  Ehemaliger Amtsdirektor von Barnim Oderbruch stirbt bei Selbstmordanschlag in Afghanistan. In: Märkische Oderzeitung. 16. Dezember 2014, archiviert vom Original.
20. ↑  Karsten Birkholz wiedergewählt . (Memento vom 18. Oktober 2019 im Internet Archive) In: Märkische Oderzeitung, 7. April 2016
21. ↑  Amtsblatt des Amtes Barnim-Oderbruch Mai 2024 S.2
22. ↑  Wappenangaben auf dem Dienstleistungsportal der Landesverwaltung des Landes Brandenburg